# غوفر منتصب
غوفر منتصب[بحاجة لمصدر] (الاسم العلمي:Thomomys subg. Megascapheus) هو ضرب من الحيوانات يتبع جنس الغوفر مستقيم من فصيلة الغوفرية.

## أنواع
- غوفر وجاري (الاسم العلمي:Orthogeomys cuniculus)
- غوفر جسيم (الاسم العلمي:Orthogeomys grandis)